# Augustin, roi du kung-fu
Pour plus de détails, voir Fiche technique et Distribution.
Augustin, roi du kung-fu est un film français réalisé par Anne Fontaine et sorti le 25 août 1999.

## Synopsis
Augustin, un doux rêveur, veut devenir une vedette de kung-fu. Après avoir « étudié » à travers les films du genre, il rêve de partir pour l'Extrême-Orient et, enfourchant sa bicyclette, s'installe dans un hôtel du quartier chinois de Paris pour s'imprégner de la Chine et se perfectionner en kung-fu. Il fait la rencontre de René, un vieux droguiste, qui se prend d'affection pour lui, et de Ling, une acupunctrice, qui l'aide à soigner sa phobie des contacts physiques.

## Fiche technique
- Titre original : Augustin, roi du kung-fu
- Réalisation : Anne Fontaine
- Scénario : Anne Fontaine et Jacques Fieschi
- Musique : Ri-Mah et Olivier Lebé
- Décors : Katia Wyszkop
- Costumes : Christian Gasc
- Photographie : Christophe Pollock
- Son : Jean-Claude Laureux
- Montage : Luc Barnier
- Production : Philippe Carcassonne, Alain Sarde, César Benitez et Sylvie Barthet
- Société de production : Les Films Alain Sarde
- Société de distribution : Pathé Distribution
- Pays :  France
- Langue : français
- Genre : comédie
- Durée : 89 minutes
- Sortie : 25 août 1999

## Distribution
- Jean-Chrétien Sibertin-Blanc : Augustin
- Maggie Cheung : Ling
- Darry Cowl : René
- Bernard Campan : Boutinot
- Pascal Bonitzer : le metteur en scène
- Paulette Dubost : Madame Haton
- Shan Ming : le professeur de kung-fu
- Patricia Dinev : Chantal
- Anne-Laure Mey : la prostituée
- Ham-Chau Luong : le maître de rêve
- Winston Ong : Monsieur Li
- Reinaldo Wong : le réceptionniste
- Marc Hoang : le soliste du ballet
- Fanny Ardant : elle-même
- André Dussollier : lui-même
- Dany Danh : lui-même